# Percy Jackson och olympierna
Percy Jackson och olympierna (Originaltitel: Percy Jackson and the Olympians) är en amerikansk action- och äventyrsserie från 2023. Serien är skapad av Rick Riordan och Jonathan E. Steinberg som även svarat för seriens manus där Riordan även skrivit romanen, med samma namn, som serien baseras på. Serien filmades i Vancouver, British Columbia med start i juni 2022 och avslutades februari 2023. Första säsongen består av åtta avsnitt och de två första avsnitten släpptes den 20 december 2023 på Disney+. Två av avsnitten har regisserats av finlandssvenske Anders Engström.

## Handling
Serien kretsar kring den 12-åriga halvguden Percy Jackson, som av de grekiska guden Zeus blir anklagad för att ha stulit hans åskvigg.

## Rollista (i urval)
- Walker Scobell – Percy Jackson
- Leah Jeffries – Annabeth Chase
- Aryan Simhadri – Grover Underwood
- Virginia Kull – Sally Jackson
- Glynn Turman – Chiron / Mr. Brunner
- Jason Mantzoukas – Dionysus / Mr. D
- Megan Mullally – Alecto / Ms. Dodds
- Timm Sharp – Gabe Ugliano
- Dior Goodjohn – Clarisse La Rue
- Charlie Bushnell – Luke Castellan
- Adam Copeland – Ares
- Olivea Morton – Nancy Bobofit
- Suzanne Cryer – Echidna
- Jessica Parker Kennedy – Medusa
- Lin-Manuel Miranda – Hermes
- Jay Duplass – Hades
- Timothy Omundson – Hephaestus
- Lance Reddick – Zeus
- Toby Stephens – Poseidon